# HMS B8
HMS B8 – brytyjski okręt podwodny typu B. Zbudowany w latach 1904–1905 w Vickers, Barrow-in-Furness, gdzie okręt został wodowany 26 stycznia 1906 roku. Rozpoczął służbę w Royal Navy 10 kwietnia 1906 roku.
Po wybuchu I wojny światowej okręty B8, B6, B7, B9, B10, B11 zostały skierowane najpierw do Gibraltaru, a następnie na Morze Śródziemne.
W 1914 roku B8 stacjonował w Gibraltarze przydzielony do HMS „Rapid”, pod dowództwem Lt. Erica E. C. Tufnella.
Z powodu braku części zamiennych od września 1915 roku okręt nie brał udziału w operacjach okrętów podwodnych. 
We wrześniu 1917 roku został przekazany marynarce włoskiej Regia Marina. Okręt został przerobiony na jednostkę patrolową S8 i operował na Adriatyku.
W 1919 roku, jako S8, okręt został sprzedany.